# Att bedja Gud han själv oss bjöd
 Att bedja Gud han själv oss bjöd är en psalm av en okänd svensk författare 1767. I sin ursprungliga form hette den: "Tig Herren Gud att bedja böd" och finns i Prof-Psalmboken 1767. De två första verserna behölls av Johan Olof Wallin som 1816 diktade till fyra nya verser. 1981 bearbetades psalmen av Lars Lindman som gav den det nya anslaget: Att be till Gud han själv oss lär.
Psalmen inleds 1819 med orden:
Att bedja Gud han själv oss bjöd
Det fordrar ock vår egen nöd,
Den som med troget hjärta ber,
Blir hörd av Gud, som hjärtat ser.
Melodin är från Leipzig 1539 och förekommer som nr 9 i 1697 års koralbok, Vår Fader, som i himlen är.

## Publicerad i
- 1819 års psalmbok som nr 258 under rubriken "Umgänge med Gud i bönen".
- 1937 års psalmbok som nr 333 under rubriken "Bönen".
- Den svenska psalmboken 1986 som nr 526 under rubriken "Bönen".